# Чемпион Северной Америки WWF в тяжёлом весе
Эта статья об упразднённом Чемпионстве Северной Америки в тяжёлом весе. Историю современного Североамериканского чемпионата см. Североамериканский чемпион NXT. Историю преобразованного современного чемпионата см. Интерконтинентальный чемпион WWE.
Чемпион Северной Америки WWF в тяжелом весе (англ. WWF North American Heavyweight Championship) упраздненный чемпионский титул в профессиональном реслинге, существовавший относительно недолго с 1979 по 1981 годы. Продвигался World Wrestling Federation (WWWF, WWF ныне WWE).
Чемпионство считается официальным предшественником Интерконтинентального  чемпионата WWE, после того, как Пат Паттерсон был награжден интерконтинентальным чемпионством, в результате выдуманного ночного турнира прошедшего в Рио-де-Жанейро. Несмотря на то что чемпионство было упразднено 1 сентября 1979 года, 8 ноября 1979 года Паттерсон проиграл его Сейджи Сакагучи, после чего титул остался в Японии и защищался в New Japan Pro-Wrestling пока IWGP не решили отказаться от сторонних чемпионатов и продвигать свои фирменные. WWF также не стали продвигать чемпионство, так как по их сюжету оно уже давно объединено с другим вымышленным чемпионатом и упразднено.
Первым чемпионом Северной Америки в тяжелом весе стал Тед Дибиаси в 1979 году. Последним чемпионом был Сейджи Сакагучи, когда чемпионство было упразднено в 1981 году.

## Название титула
| Название                                     | Года      |
| -------------------------------------------- | --------- |
| Чемпион Северной Америки WWWF в тяжёлом весе | 1979      |
| Чемпион Северной Америки WWF в тяжёлом весе  | 1979–1981 |

## Статистика

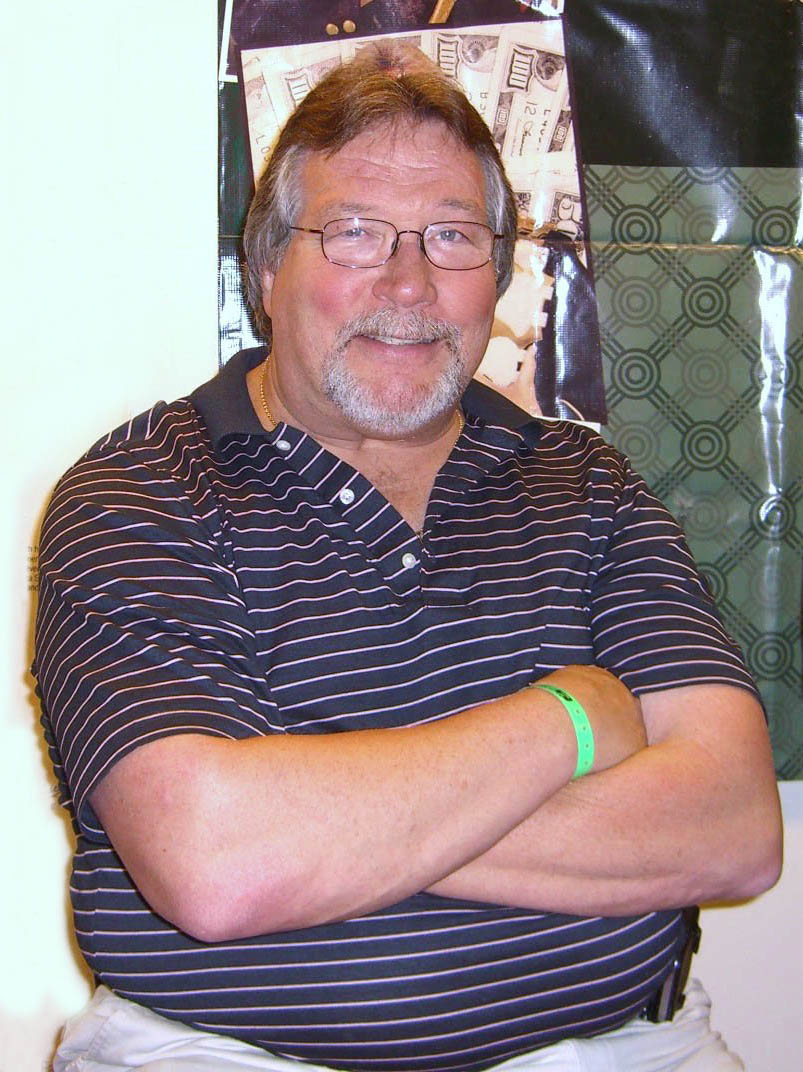
Center|Первый чемпион,
Тед Дибиаси

[[Файл:10.1.10TedDiBiaseByLuigiNovi.jpg|right|thumb|200px|
| Рекорд                             | Обладатель                                   | Значение | Примечания |
| ---------------------------------- | -------------------------------------------- | -------- | --- |
| Наибольшее количество тайтл-рейнов | Тед Дибиаси, Пат Паттерсон и Сейджи Сакагучи | 1 раз    | За время существования чемпионата, было всего 3 чемпиона владевших титулом по разу. |
| Самое длительное чемпионство       | Сейджи Сакагучи                              | 532 дня  | Ещё 1 сентября 1979 года WWE провели вымышленный турнир на котором объединили чемпионат Северной Америки WWF в тяжёлом весе и вымышленный чемпионат Южной Америки WWF в тяжёлом весе в Интерконтинентальное чемпионство WWF в тяжёлом весе, тем неимение чемпионат ещё почти два года был активный в Японии.                                                      |
| Самое короткое чемпионство         | Тед Дибиаси                                  | 126 дней | Стал первым чемпионом после подписания контракта с WWF. |
| Самый возрастной чемпион           | Пат Паттерсон                                | 38 лет   | Было представлено, что Паттерсон объединил свой титул Чемпиона Северной Америки WWF в тяжёлом весе с титулом Чемпиона Южной Америки WWF в тяжёлом весе на турнире в Рио-де-Жанейро, хотя и турнир, и южноамериканский чемпионат был полностью вымышленным. В итоге появился Интерконтинентальный чемпион WWF в тяжёлом весе ныне Интерконтинентальный чемпион WWE |
| Самый молодой чемпион              | Тед Дибиаси                                  | 25 лет   | Стал первым чемпионом после подписания контракта с WWF. |
| Самый тяжёлый чемпион              | Сейджи Сакагучи                              | 130 кг   | Во время его чемпионства чемпионат был окончательно упразднён. |
| Самый лёгкий чемпион               | Пат Паттерсон                                | 108 кг   | Несмотря на то что чемпионство было упразднено 1 сентября 1979 года, 8 ноября 1979 года Паттерсон проиграл его Сейджи Сакагучи, после чего титул остался в Японии. |

## История титула

### Действующий Чемпион Северной Америки WWF в тяжелом весе
На 5 мая 2025 года чемпионство упразднено.

### Список чемпионов
За время использования, титулом владело всего три чемпиона.
|  | Избраны в Зал Славы WWE |

| № | Рестлер         | Фото | Дата                 | Статистика | Статистика | Город                        | Шоу        | Примечания | Ссылки            |
| № | Рестлер         | Фото | Дата                 | К.Ч.       | Дней       | Город                        | Шоу        | Примечания | Ссылки            |
| - | --------------- | ---- | -------------------- | ---------- | ---------- | ---------------------------- | ---------- | --- | ----------------- |
| 1 | Тед Дибиаси     |      | 13 февраля 1979 года | 1          | 126        | Аллентаун, Пенсильвания, США | House show | Был награждён чемпионством после подписания контракта с WWF | [ 1 ]             |
| 2 | Пат Паттерсон   |      | 19 июня 1979 года    | 1          | 142        | Аллентаун, Пенсильвания, США | House show | | [ 1 ] [ Прим. 1 ] |
| 3 | Сейджи Сакагучи |      | 8 ноября 1979 года   | 1          | 532        | Отару, Хоккайдо, Япония      | House show | Ещё 1 сентября 1979 года WWE провели вымышленный турнир на котором объединили чемпионат Северной Америки WWF в тяжёлом весе и вымышленный чемпионат Южной Америки WWF в тяжёлом весе в Интерконтинентальное чемпионство WWF в тяжёлом весе, тем неимение чемпионат ещё почти два года был активный в Японии. | [ 1 ]             |
| — | Упразднен       |      | 23 апреля 1981 года  | —          | —          | —                            | —          | В NJPW отказались использовать чемпионство, после объявления со стороны IWGP, что они будут продвигать свои собственные фирменные чемпионаты. WWF отказались от чемпионата и 23 апреля 1981 года его упразднили. По их сюжету оно уже давно объединено с другим вымышленным чемпионатом и упразднено.        | [ 1 ] [ 7 ]       |

### По количеству дней владения титулом
| Символ | Значение            |
| ------ | ------------------- |
| +      | Действующий чемпион |

На май 2025 года
| № | Рестлер         | Чемпионских титулов | Дней чемпионства |
| - | --------------- | ------------------- | ---------------- |
| 1 | Сейджи Сакагучи | 1                   | 532              |
| 2 | Пат Паттерсон   | 1                   | 142              |
| 3 | Тед Дибиаси     | 1                   | 126              |

### Комментарии
1. ↑  Shields, Brian; Sullivan, Kevin. WWE Encyclopedia[англ.] (неопр.). — Dorling Kindersley, 2009. — С. 227. — ISBN 978-0-7566-4190-0.
2. ↑  Ted DiBiase: The Million Dollar Man, p.108, Ted DiBiase with Tom Caiazzo, Pocket Books, New York, NY, 2008, ISBN 978-1-4165-5890-3.

1. ↑  Пат Паттерсон победил Теда Дибиаси за недавно созданное чемпионство Северной Америки WWF в тяжёлом весе. Далее по сюжетной легенде Паттерсон отправился в Рио-де-Жанейро в сентябре 1979 года, где он защищал выигранный титул на турнире. Так же на этом же турнире стоял на кону вымышлены титул чемпиона Южной Америки WWF в тяжелом весе. После победы Паттерсон объединил свой титул чемпиона Северной Америки WWF в тяжёлом весе с выигранным титулом чемпиона Южной Америки WWF в тяжёлом весе, став таким образом первым в истории Интерконтинентальным чемпионом